# Liste der Gerichte in der Toskana
Die Liste der Gerichte in der Toskana dient der Aufnahme der staatlichen italienischen Gerichte der ordentlichen und besonderen Gerichtsbarkeit in der Region Toskana. Bis auf Weiteres sind nur Gerichtsorte angegeben.

## Ordentliche Gerichtsbarkeit
| Oberlandesgerichte | Nachgeordnete (Landes-)Gerichte    | Friedensgerichte                                                 |
| ------------------ | ---------------------------------- | ---------------------------------------------------------------- |
| Florenz            | Arezzo                             | Arezzo                                                           |
| Florenz            | Florenz                            | Florenz                                                          |
| Florenz            | Grosseto                           | Arcidosso, Grosseto                                              |
| Florenz            | Livorno                            | Cecina, Livorno, Piombino, Portoferraio                          |
| Florenz            | Lucca                              | Lucca                                                            |
| Florenz            | Pisa                               | Pisa, Pontedera, San Miniato, Volterra                           |
| Florenz            | Pistoia                            | Pistoia                                                          |
| Florenz            | Prato                              | Prato                                                            |
| Florenz            | Siena                              | Montepulciano, Siena                                             |
| Florenz            | Jugendgericht Florenz              |                                                                  |
| Florenz            | Strafvollstreckungsgericht Florenz | (Strafvollstreckungsstellen in Florenz, Livorno, Pisa und Siena) |
| (Genua, Ligurien)  | Massa                              | Carrara, Massa, Pontremoli                                       |
| (Genua, Ligurien)  | (Strafvollstreckungsgericht Genua) | (Strafvollstreckungsstelle Massa)                                |

Im Allgemeinen richten sich die Sprengel der Oberlandesgerichte nach den politischen Grenzen der Regionen. Eine Ausnahme bildet die Toskana mit ihrem Oberlandesgericht in Florenz. Das ganz im Nordwesten der Toskana gelegene Landesgericht Massa mit seinen nachgeordneten Friedensgerichten gehört zum Zuständigkeitsbereich des Oberlandesgerichts Genua im benachbarten Ligurien. Dies gilt auch für die Strafvollstreckungsstelle Massa.
Bei den Oberlandesgerichten (Corte d’appello) wird ein Schwurgericht zweiter Instanz eingerichtet, bei den Landesgerichten Schwurgerichte. Bei den Oberlandesgerichten gibt es Generalstaatsanwaltschaften, bei den Landesgerichten und Jugendgerichten Staatsanwaltschaften.
Beim Oberlandesgericht Florenz und beim Landesgericht Florenz bestehen Kammern für Unternehmens-, Urheberrechts- oder Handelssachen.

## Besondere Gerichte
- Regionaler Verwaltungsgerichtshof (TAR) in Florenz.
- Regionale Steuerkommission (Finanzgericht) in Florenz mit Außenstelle Livorno.
  - Zehn nachgeordnete Provinz-Steuerkommissionen in den Provinzen der Toskana.
- Regionales Gericht für öffentliche Gewässer in Florenz (für Toskana und Emilia-Romagna).
- Außenstelle des Nationalen Rechnungshofes in Florenz (hat den Status eines Gerichts).
- Das Militärgericht in Rom ist auch für die Region Toskana zuständig.
- Aufgaben der Verfassungsgerichtsbarkeit übernimmt das Verfassungsgericht in Rom.